# 미학 강의
《미학 강의》(美學講義, 독일어: Ästhetik, oder Die Philosophie der Kunst)는 독일의 철학자 게오르크 빌헬름 프리드리히 헤겔이 남긴 강의명이며 이후 제자들이 정리한 책의 이름이기도 하다.

## 헤겔의 강의와 호토판 미학
헤겔은 1818년 하이델베르크 대학교 여름학기부터 1829년 베를린 대학교 겨울학기까지 대략 다섯 번 정도 미학 또는 예술철학에 관한 강의를 한 것으로 전해진다. 이것을 정리하면 다음과 같다.
1. 1818년 여름학기 하이델베르크 대학교
2. 1820/21년 겨울학기 베를린 대학교
3. 1823년 여름학기 베를린 대학교
4. 1826년 여름학기 베를린 대학교
5. 1828/29년 겨울학기 베를린 대학교

그런데 정작 미학 강의를 위해 헤겔 본인이 작성한 원고는 현재에는 거의 남아 있지 않다. 다만 헤겔의 강의를 수강한 학생들이 필기해 놓았거나 다른 사람들이 정리해 놓은 열두 편의 원고만이 남아 있을 뿐이다. 게다가 1818년 여름학기에 하이델베르크에서 행한 미학 강의와 관련된 자료는 남아 있는 것이 전혀 없는 상태다.
현재 우리에게 가장 많이 알려져 있는 판본은 헤겔 사후에 그의 제자인 호토(H. G. Hotho)가 베를린 강의에 사용한 헤겔의 수고와 수강자들의 필기 노트들을 모아서 1835년(초판)과 1842년(개정판)에 세 권으로 간행한 것이다. 지금까지 많이 읽힌 한글 번역본(≪헤겔미학 Ⅰ, Ⅱ, Ⅲ≫, 두행숙 옮김, 나남출판)도 이 판본에 기초한 주어캄프판(G. W. F. Hegel Werke in 20 Bänden, hrsg. von E. Moldenhauer & K. M. Michel, Frankfurt am Main: Suhrkamp, 1969∼1971) 제13, 14, 15권을 저본으로 삼은 것이다(이후 이 판본을 ≪호토판 미학≫이라고 부른다).
그런데 ≪호토판 미학≫은 몇 가지 문제점을 지니고 있다. 근래에 헤겔 미학의 문헌학적 연구에서 밝혀지고 있는 바에 의하면, ≪호토판 미학≫은 헤겔 자신의 생각만이 아니라 다분히 편집자인 호토의 견해가 반영된 것으로 판단된다. 사실상 수강자들의 실제 필기록들이 ≪호토판 미학≫과 일치하지 않는 부분이 있다는 사실이 점점 드러나면서 이러한 혐의는 더욱더 짙어지고 있다. 호토는 헤겔 미학을 편집하면서 다른 저서들처럼 미학도 완결된 체계를 갖추어야 한다는 생각에 사로잡혀 다분히 그러한 방향으로 헤겔 미학을 편집한 혐의를 받고 있는 것이다. 호토는 자신이 보관하고 있던 헤겔의 수고와 직필 노트들을 ‘재구성’하여 ≪호토판 미학≫을 간행한 것으로 판단된다. 이 과정에서 호토는 하이델베르크 강의 노트뿐만 아니라 1820/21년 베를린 첫 강의의 원자료를 편집에서 제외해 버렸다. 그 결과 주로 베를린 시기의 세 편의 미학 강의와 관련된 자료들을 호토 나름으로 재구성하여 펴낸 ≪호토판 미학≫은 헤겔의 본래 강의 내용에 들어맞지 않는 점들도 마치 헤겔의 것인 양 보여주는 결과를 초래하게 되었다. 예를 들어, 1825년 강의 이전까지 헤겔은 미학 강의를 크게 두 부분, 즉 ‘보편적 부분’과 ‘특수한 부분’으로 나누고, 상징적·고전적·낭만적이라는 세 가지 예술형식들을 거의 동일한 분량으로 다루었다. 그리고 헤겔은 1828/29년 마지막 강의에서 ‘개별적 부분’을 추가하여 근대 예술 등과 관련해서 좀 더 풍부한 예들을 다루고 있다. 이렇게 미학 강의의 구성과 내용이 변화의 과정을 겪음에도 불구하고, ≪호토판 미학≫은 이를 전혀 반영하지 않고 있다. 오히려 ≪호토판 미학≫은 ‘보편적 부분’에서 세 가지 예술형식들과 관련하여 논의되는 내용을 ‘특수한 부분’이나 ‘개별적 부분’에서 반복함으로써 분량도 상대적으로 많이 늘어나고, 불필요한 중복으로 인해 오히려 내용 이해를 더욱 어렵게 만드는 측면이 있다. 이러한 이유로 인해 근래에 들어와 헤겔 미학을 연구하는 대부분의 연구자들은 ≪호토판 미학≫이 헤겔 미학의 정본이라는 생각을 접고, 다양한 필기록들에 기초하여 이전보다 좀 더 다양하고 진척된 성과물들을 내놓고 있다. 예를 들어, 헤겔 미학 강의를 새롭게 편집, 간행하고 연구하는 데 주도적인 역할을 하고 있는 A. 게트만ᐨ지페르트(Annemarie Gethmann-Siefert)는 1833년 베를린 대학에서 행한 호토의 미학 강의 노트와 1835년에 출판된 호토의 ≪삶과 예술에 대한 예비연구(Vorstudien für Leben und Kunst)≫를 헤겔 미학 강의에 관련된 자료들과 비교 검토하여, ≪호토판 미학≫이 헤겔 자신의 미학이라기보다는 호토의 미학 강의의 완성본이라는 주장까지 제기한 바 있다.
≪호토판 미학≫에 대해 제기되는 이러한 문제들로 인해, 최근에는 헤겔이 미학 강의를 했던 시기별로 본래의 필기록들을 새롭게 편집하여 출판하려는 시도들이 계속되고 있다. 현재까지 발굴된 미학 강의는 대략 열두 편 정도가 된다. 이 원자료들 중 1828/29년 강의가 아직 책으로 출판되지 않았으며, 그 외 나머지 베를린 시기의 강의들은 현재까지 다음과 같이 독일에서 새롭게 편집, 출판되었다.
1. 1820/21년 강의: Vorlesungen über Ästhetik. Berlin 1820/21. Eine Nachschrift. I. Textband, hrsg. von H. Schneider, Frankfurt am Main: Peter Lang, 1995.
2. 1823년 강의: Vorlesungen über die Philosophie der Kunst. Berlin 1823. Nachgeschrieben von H. G. Hotho, hrsg. von Annemarie Gethmann-Siefert, Hamburg: Felix Meiner, 1998.
3. 1826년 강의: Philosophie der Kunst oder Ästhetik. Nach Hegel. Im Sommer 1826. Mitschrift F. C. Hermann & Vitor von Kehler, hrsg. von Annemarie Gethmann-Siefert & Bernadette Collenberg-Plotnikov, München: Wilhelm Fink, 2004.
4. 1826년 강의: Philosophie der Kunst. Vorlesung von 1826. Nachgeschrieben von P. von der Pforten, hrsg. Annemarie Gethmann-Siefert & Jeong-Im Kwon & Karsten Berr, Frankfurt am Main: Suhrkamp, 2004.

## 서지 정보
- 호토판 미학 : 《헤겔 미학》, (Ästhetik), 호토 전면 재편집, 두행숙 역, 1996
- 1823년 강의 : 《헤겔 예술철학》(Vorlesungen uber die Philosophie der Kunst), 호토 기록, 한동원 역, 2008.
- 서문 발췌역 : ≪미학강의≫ (서정혁 역, 2008년), 지식을만드는지식[깨진 링크(과거 내용 찾기)] ISBN 978-89-6228-087-6